# Polystichum consimile
Polystichum consimile är en träjonväxtart som beskrevs av Ren-Chang Ching. Polystichum consimile ingår i släktet Polystichum och familjen Dryopteridaceae. Inga underarter finns listade.